# Zvonimir Tonković (general)
Zvonimir Tonković (Zagreb, 22. kolovoza 1932.), general-major tehničke službe kopnene vojske JNA. 
Predavao je u Tehničkom školskom centru. Bio je na čelu Tehničke vojne akademije KoV-TŠC i načelnik 1. odjeljenja. Istovremeno je obnašao dužnost zamjenika načelnika TU SSNO-a. Poslije dolazi na čelo Tehničkog školskog centra 'General armije Ivan Gošnjak'. U JNA mu je aktivna vojna služba prestala 2. kolovoza 1991. godine.